# Жердев, Анатолий Васильевич
Анато́лий Васи́льевич Жердев (1921, Павлоград, Екатеринославская губерния — 5 ноября 1996) — советский хозяйственный, государственный и политический деятель. В 1961—1977 годах — директор Алчевского металлургического комбината. Почётный гражданин Алчевска.

## Биография
Родился в 1921 году в Павлограде. Член КПСС.
С 1947 года работал на Алчевском металлургическом комбинате горновым, мастером, начальником смены, помощником начальника доменного цеха. Также занимался партийной деятельностью в Алчевске. Делегат XXIV съезда КПСС.
С 1961 по 1977 работал директором Алчевского металлургического комбината. По его руководством на заводе был построен крупносортный прокатный стан 600, а также крупнейшая в Донбассе доменная печь № 1. В 1977—1992 годах работал доцентом Донбасского горно-металлургического института, кандидат технических наук. С 1993 года — консультантом председателя ОАО «Алчевский металлургический комбинат» по аглодоменному производству. Соавтор изобретения марки конструкционной стали.
Умер в 1996 году.

## Награды и звания
- Заслуженный металлург Украины[1]
- Орден Октябрьской Революции[1]
- Орден Трудового Красного Знамени[1]
- Орден «Знак Почёта» (дважды)[1]